# Oligotrofní vody

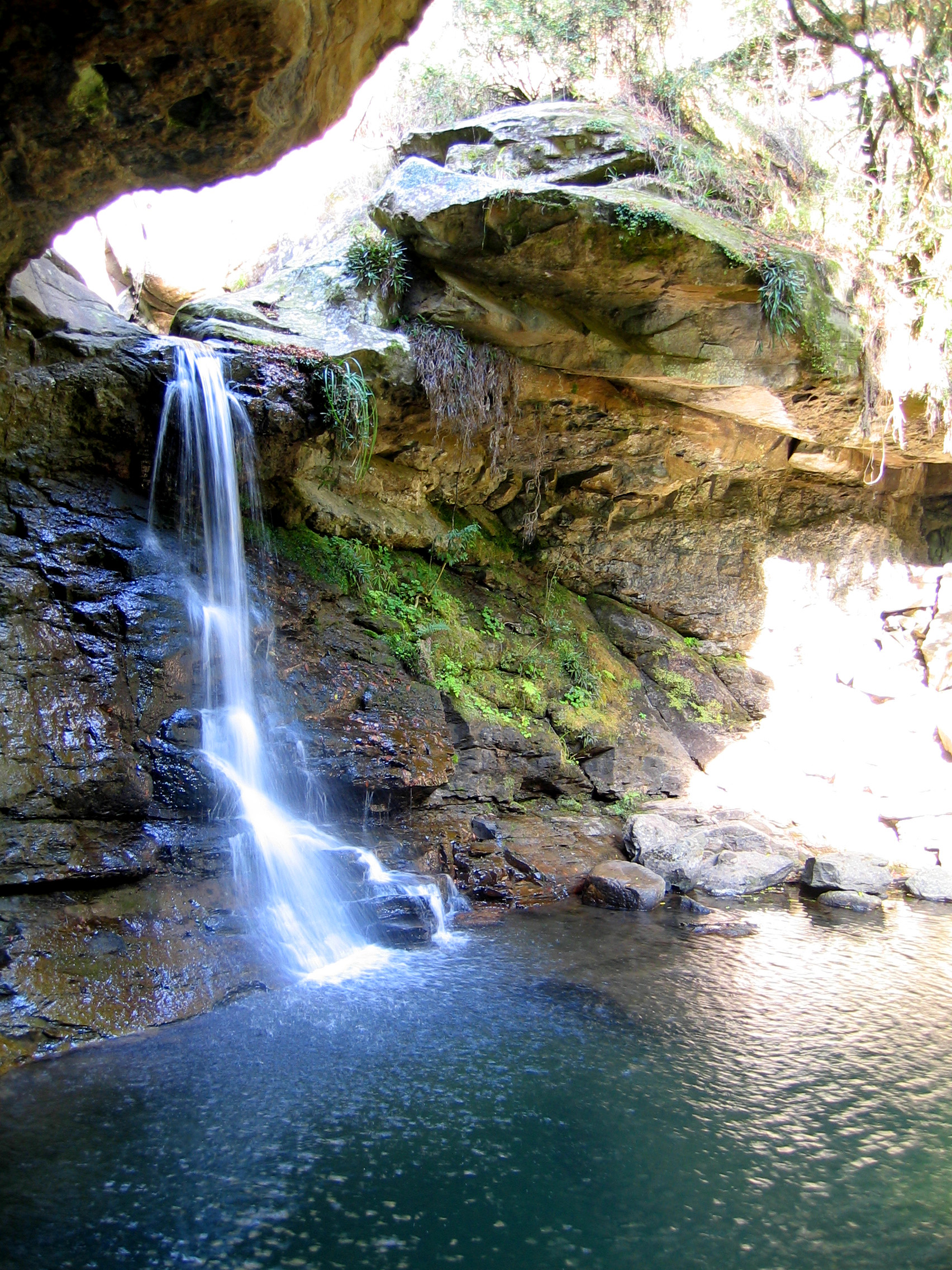
Oligotrofní voda díky malému obsahu živin nepodporuje bujný růst řas ve vodě, na kamenech nebo bujení nitrofilní vegetace v okolí

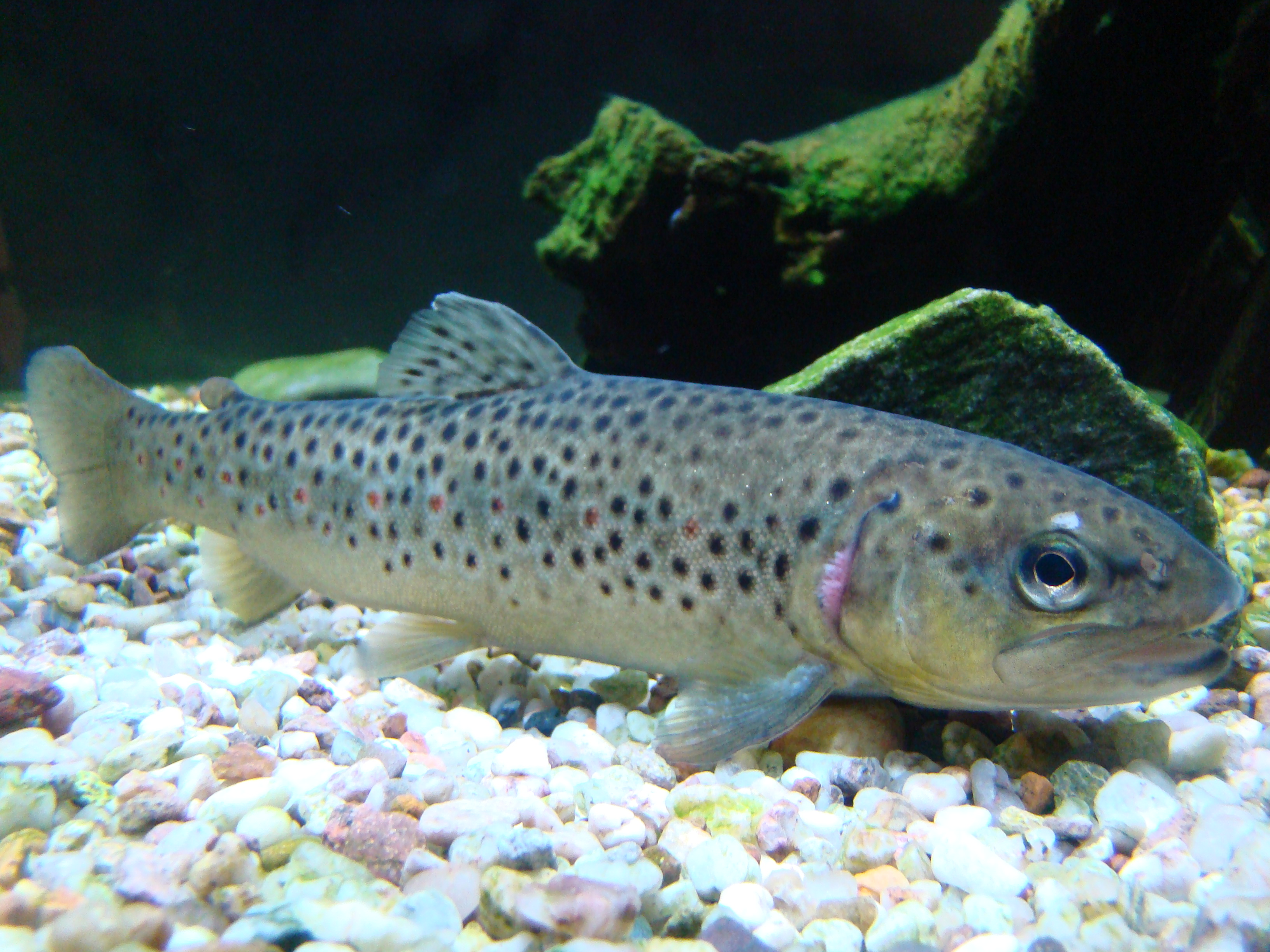
Pstruh obecný potoční, oligotrofní ryba

Oligotrofní vody jsou tekoucí nebo stojaté vody s nízkou trofií, tedy nízkým obsahem živin (zejména dusíku a fosforu). Voda může podle prostředí a typu minerálního podloží být kyselá až neutrální, vzácně i alkalická. Oligotrofní vody obsahují málo živin, a proto jsou chudé na množství organizmů, i když druhově jsou velmi bohaté. Vody jsou průzračné, někdy s viditelností i více než 3 m vodního sloupce. Oligotrofní (slabě úživné) vody mají trofický potenciál 5-50 Mp[mgl-1].

## Terminologie
Oligotrofie je termín vážící se k množství živin v substrátu. Oligotrofní půdy nebo oligotrofní vody jsou málo bohaté na živiny.

## Určení míry oligotrofie

### Indikátory
Míra oligotrofie vody – množství živin ve vodě – je orientačně určována podle druhů rostlin a živočichů, které lze najít ve vodním prostředí nebo jeho blízkém okolí. Zvláštní druhy rostlin a živočichů jsou typické pro jednotlivé druhy vod. Tyto organismy nazýváme bioindikátory. Bioindikátorem oligotrofní vody jsou například jepice, pošvatky, chrostíci, vodní mechy, parožnatky nebo bublinatky.

### Měření potenciální produktivity

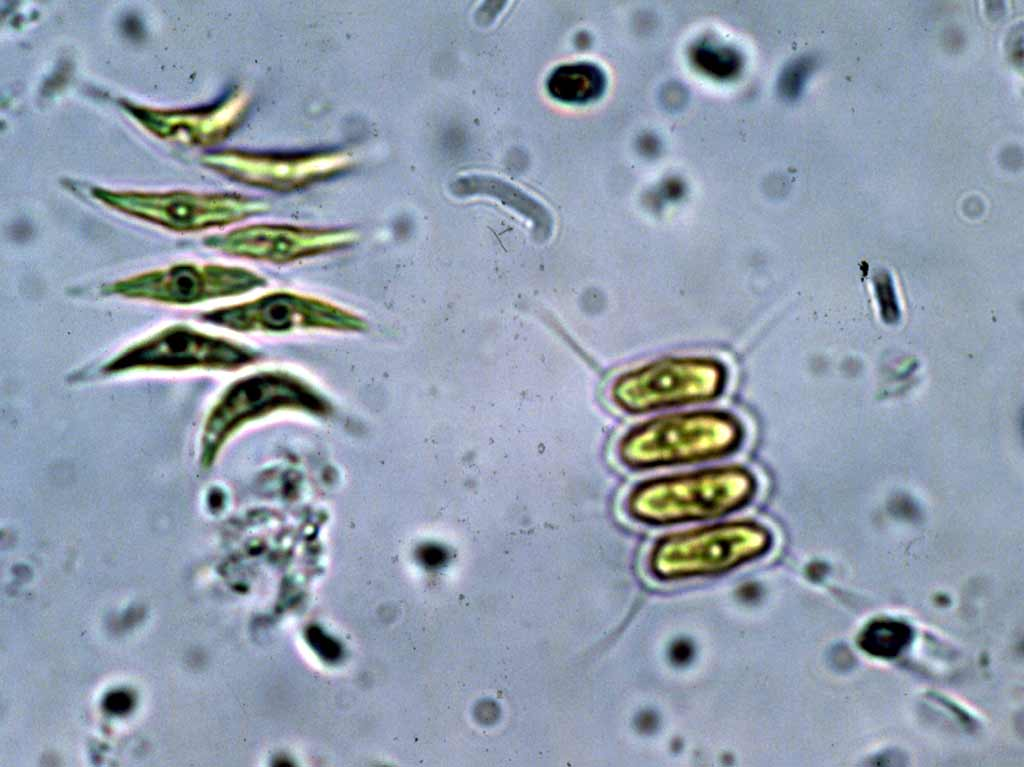
Scenedesmus quadricanda

Nasycení povrchových vod živinami je možné hodnotit nejen na základě skutečné organické produkce biomasy, ale také podle tzv. potenciální produktivity rozvoje. Tedy zhodnocením bujení organismů, který by v testovaném vzorku vody mohl nastat za optimálních podmínek. Stanovení trofického potenciálu se provádí biotestem spočívajícím v kultivaci zelené řasy Scenedesmus quadricanda za standardních podmínek (osvětlení, teplota, přívod CO2 a pod.) a ve sledování její růstové odezvy.

### Produktivita vody – výjimky

#### Nedostatek některého biogenního prvku
Vody se mohou projevovat jako oligotrofní, je-li v nedostatku některý z biogenních prvků (např. fosfor). Voda se pak projevuje jako na živiny chudá – oligotrofní, nebo méně eutrofizovaná, protože plné využité ostatních živin je pro organismy nedostupné. Ani odpadní voda tedy nemusí být nezbytně chudá na živiny, a přesto může vykazovat znaky oligotrofní vody.

#### Nízká teplota
Podobná situace nastává, pokud má voda extrémně nízkou teplotu. Nedochází zde k rozmnožení řas, sinic a bujení hnilobných bakterií.

#### Toxické látky
Voda také může obsahovat látky, které zabraňují rozvoji živých organismů s vyššími nároky na živiny nebo jakýchkoliv vyšších organismů. Mohou to být toxické sloučeniny přirozeně vyplavované z podloží, plyny pronikající do vody z podzemních zdrojů nebo chemické odpady pocházející z lidské činnosti.

## Vlastnosti
Tekoucí oligotrofní vody jsou obvykle bohaté na kyslík. Velmi často jsou bohaté na různost životních forem. Tekoucí oligotrofní vody jsou často menší vodní toky – potoky, říčky. Stojaté oligotrofní vody jsou bohaté na různost životních forem, které se různým způsobem vyrovnávají s nedostatkem živin a mohou být v závislosti na teplotě a vlastnostech zdroje vody nasyceny kyslíkem. Mezi stojaté oligotrofní vody lze řadit i rašelinná jezírka, které mají vodu s vysokým obsahem huminových kyselin. Jejich voda je „dystrofní“.

## Výskyt
Oligotrofní vody najdeme na území ČR v různých polohách, nejspíše však na území bez vlivů člověka, zejména v dostatečné vzdálenosti od intenzivní produkce zemědělství (hnojiva používaná v zemědělství jsou silným zdrojem živin). Někdy se oligotrofní nádrže vyskytují na místech antropogenní činnosti, těžby písku, štěrku, kamene nebo rašeliny. Oligotrofní toky a nádrže najdeme například v oblastech jižních Čech, NP Šumava, Krkonoš, Žďárských vrchů nebo Polabí.

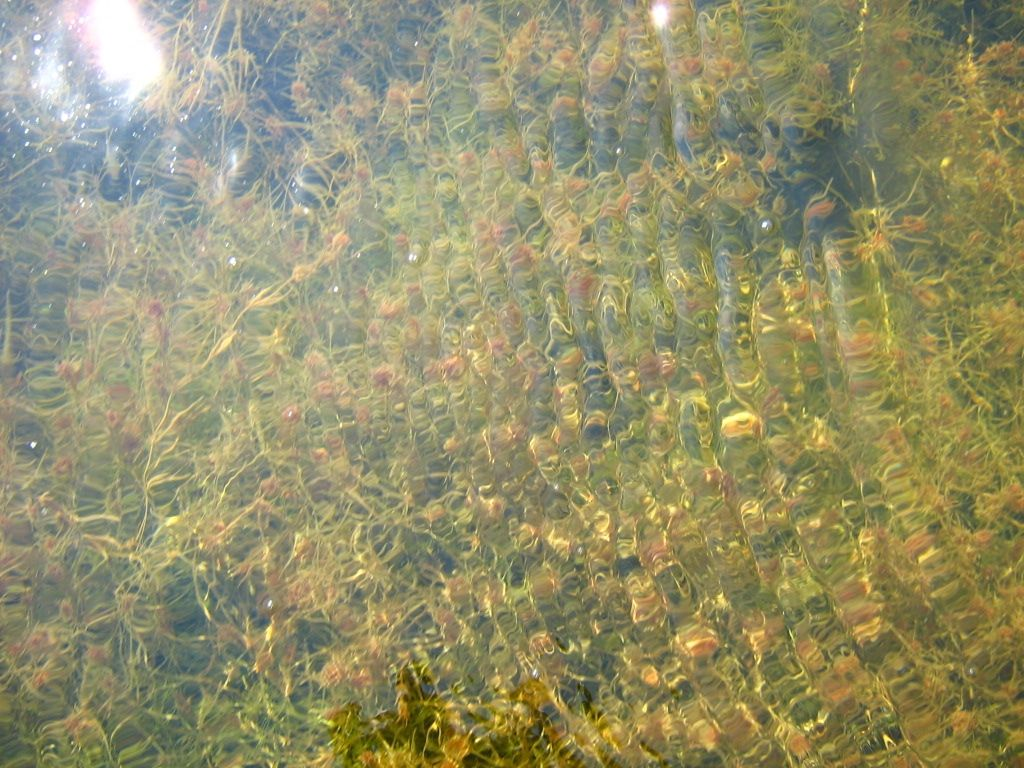
Porost parožnatek ve vodě

 Oligotrofní nádrž se zásaditou reakcí a vysokým obsahem vápníku je v zatopeném lomu Velká Amerika. Velmi malá úživnost spolu s vysokým obsahem hydrogenuhličitanových iontů způsobuje modrozelené až zelené zabarvení vody. Voda je však během celého roku mimořádně průhledná. 

## Flora a fauna
V oligotrofních vodách lze nalézt vodní mechy a parožnatky. V prostředí v okolí oligotrofní vody převažují bublinatky (Utricularia intermedia, U. minor, U. ochroleuca, U. bremii), rašeliník (Sphagnum), rosnatka, zevar nejmenší a ostřice (Carex lasiocarpa, C. rostrata). V oligotrofních vodách nežije mnoho vyšších živočichů, najdeme zde jen výjimečně ryby (Pstruh obecný potoční), častější jsou larvy hmyzu (jepice, chrostíci). Výskyt rezervoáru oligotrofní vody je podmínkou vzniku rašeliniště.
V oligotrofních jezerech s malým množstvím živin (hlavně fosforu) a nízkou produkcí fytoplanktonu mají namísto řas či sinic větší význam spíše bakterie a bakteriofágní prvoci. Úlohu nejvyššího článku potravního řetězce zde přejímají (kromě nálevníků) mixotrofní bičíkovci, tj. zástupci fytoplanktonu, kteří jsou kromě primární produkce zároveň schopni fagocytovat bakterie, a doplňovat si tak zásoby fosforu. Růst baktérií je zde limitován převážně nízkou teplotou.

## Příklady
- Jezero Königssee je hlubokým oligotrofním jezerem pod ledovcem v rakouských Alpách.
- Národní přírodní památka Blanice – povodí horní Blanice s největší středoevropskou populací perlorodky říční
- Rašeliniště Kapličky – rybníček U překopané hráze na severním okraji rašeliniště byl v minulosti zřejmě využíván k extenzivnímu chovu ryb. V současnosti se jedná o typicky oligotrofní až dystrofní nádrž.

## Ohrožení
Životní formy v oligotrofních vodách může ohrozit zvýšení obsahu živin, které může mít za následek změnu vody na eutrofizovanou, kde je velký podíl odumřelé biomasy a rozklad biomasy bateriemi způsobí kyslíkový deficit a zhroucení přirozených procesů odbourávajících nadbytek živin. Voda se opticky změní na zakalenou a nadměrné množství živin je odbouráváno pomocí hnilobných bakterií za vzniku toxických zplodin.
Nebezpečím je také znečištění pesticidy nebo těžkými kovy.